# Myrmoteras mjoebergi
Myrmoteras mjoebergi är en myrart som beskrevs av Wheeler 1930. Myrmoteras mjoebergi ingår i släktet Myrmoteras och familjen myror. Inga underarter finns listade i Catalogue of Life.